# 강릉시의 국회의원

## 행정구역 변천
- 1945년 8월 15일 강원도 강릉군
- 1945년 9월 16일 양양군 현북면·서면(신서면)·현남면이 강릉군에 편입
- 1954년 11월 17일 강릉군 현북면·신서면(서면)이 양양군에 환원
- 1955년 9월 1일 강릉군 강릉읍·성덕면·경포면에 강릉시 설치, 강릉군을 명주군으로 개칭
- 1963년 1월 1일 명주군 현남면이 양양군에 환원
- 1980년 4월 1일 명주군 묵호읍이 동해시에 편입
- 1995년 1월 1일 강릉시와 명주군을 통합하여 '강릉시' 설치

## 강릉시의 역대 국회의원 일람
| 대수         | 이름           | 소속정당     | 임기                               | 선거구역 | 개표결과 |
| ------------ | -------------- | ------------ | ---------------------------------- | --- | -------- |
| 제1대        | 원장길(元長吉) | 대동청년단   | 1948년 5월 31일 - 1950년 5월 30일  | 강릉군 갑: 강릉읍 성덕면 강동면 옥계면 묵호읍                                                                  | 보기     |
| 제1대        | 최헌길(崔獻吉) | 독촉국민회   | 1948년 5월 31일 - 1950년 5월 30일  | 강릉군 을: 구정면 성산면 왕산면 경포면 사천면 연곡면 주문진읍 현남면 신서면                                    | 보기     |
| 제2대        | 박세동(朴世東) | 민주국민당   | 1950년 5월 31일 - 1954년 5월 30일  | 강릉군 갑: 강릉읍 성덕면 강동면 옥계면 묵호면                                                                  | 보기     |
| 제2대        | 최헌길(崔獻吉) | 민주국민당   | 1950년 5월 31일 - 1954년 5월 30일  | 강릉군 을: 구정면 성산면 왕산면 경포면 사천면 연곡면 주문진읍 현남면 신서면 현북면                             | 보기     |
| 제3대        | 최용근(崔容根) | 자유당       | 1954년 5월 31일 - 1958년 5월 30일  | 강릉군 갑: 강릉읍 성덕면 강동면 옥계면 묵호면                                                                  | 보기     |
| 제3대        | 박용익(朴容益) | 무소속       | 1954년 5월 31일 - 1958년 5월 30일  | 강릉군 을: 구정면 성산면 왕산면 경포면 사천면 연곡면 주문진읍 현남면 신서면 현북면                             | 보기     |
| 제4대        | 최용근(崔容根) | 자유당       | 1958년 5월 31일 - 1960년 7월 28일  | 강릉시 일원(제3선거구)                                                                                         | 보기     |
| 제4대        | 박용익(朴容益) | 자유당       | 1958년 5월 31일 - 1960년 7월 28일  | 명주군 일원(제18선거구)                                                                                        | 보기     |
| 제5대 민의원 | 김명윤(金命潤) | 민주당       | 1960년 7월 29일 - 1961년 5월 16일  | 강릉시 일원(제3선거구)                                                                                         | 보기     |
| 제5대 민의원 | 최준길(崔駿吉) | 무소속       | 1960년 7월 29일 - 1961년 5월 16일  | 명주군 일원(제18선거구)                                                                                        | 보기     |
| 제6대        | 김삼(金三)     | 자유민주당   | 1963년 12월 17일 - 1967년 6월 30일 | 강릉시·명주군 일원(제3선거구)                                                                                  | 보기     |
| 제7대        | 최익규(崔翊圭) | 민주공화당   | 1967년 7월 1일 - 1971년 6월 30일   | 강릉시·명주군 일원(제3선거구)                                                                                  | 보기     |
| 제8대        | 최돈웅(崔燉雄) | 민주공화당   | 1971년 7월 1일 - 1972년 10월 17일  | 강릉시·명주군 일원(제3선거구)                                                                                  | 보기     |
| 제9대        | 김효영(金孝榮) | 민주공화당   | 1973년 3월 12일 - 1979년 3월 11일  | 강릉시·명주군·삼척군 일원(제3선거구)                                                                           | 보기     |
| 제9대        | 김명윤(金命潤) | 신민당       | 1973년 3월 12일 - 1979년 3월 11일  | 강릉시·명주군·삼척군 일원(제3선거구)                                                                           | 보기     |
| 제10대       | 김효영(金孝榮) | 민주공화당   | 1979년 3월 12일 - 1980년 10월 27일 | 강릉시·명주군·삼척군 일원(제3선거구)                                                                           | 보기     |
| 제10대       | 김진만(金振晩) | 무소속       | 1979년 3월 12일 - 1980년 7월 4일   | 강릉시·명주군·삼척군 일원(제3선거구)                                                                           | 보기     |
| 제11대       | 이범준(李範俊) | 민주정의당   | 1981년 4월 11일 - 1985년 4월 10일  | 강릉시·명주군·양양군 일원(제4선거구)                                                                           | 보기     |
| 제11대       | 이봉모(李奉模) | 한국국민당   | 1981년 4월 11일 - 1985년 4월 10일  | 강릉시·명주군·양양군 일원(제4선거구)                                                                           | 보기     |
| 제12대       | 이범준(李範俊) | 민주정의당   | 1985년 4월 11일 - 1988년 5월 29일  | 강릉시·명주군·양양군 일원(제4선거구)                                                                           | 보기     |
| 제12대       | 이봉모(李奉模) | 한국국민당   | 1985년 4월 11일 - 1988년 5월 29일  | 강릉시·명주군·양양군 일원(제4선거구)                                                                           | 보기     |
| 제13대       | 최각규(崔珏圭) | 신민주공화당 | 1988년 5월 30일 - 1992년 5월 29일  | 강릉시 일원 | 보기     |
| 제13대       | 김문기(金文起) | 민주정의당   | 1988년 5월 30일 - 1992년 5월 29일  | 명주군·양양군 일원                                                                                             | 보기     |
| 제14대       | 최돈웅(崔燉雄) | 무소속       | 1992년 5월 30일 - 1996년 5월 29일  | 강릉시 일원 | 보기     |
| 제14대       | 김문기(金文起) | 민주자유당   | 1992년 5월 30일 - 1993년 3월 31일  | 명주군·양양군 일원                                                                                             | 보기     |
| 제14대       | 최욱철(崔旭澈) | 민주당       | 1993년 6월 12일 - 1996년 5월 29일  | 명주군·양양군 일원                                                                                             | 보기     |
| 제15대       | 황학수(黃鶴洙) | 자유민주연합 | 1996년 5월 30일 - 2000년 5월 29일  | 강릉시 갑: 왕산면 구정면 강동면 옥계면 홍제동 중앙동 임당동 옥천동 내곡동 장현동 노암동 월호평동 입암동 두산동 | 보기     |
| 제15대       | 최욱철(崔旭澈) | 통합민주당   | 당선 무효                          | 강릉시 을: 주문진읍 성산면 사천면 운곡면 교1동 교2동 포남1동 포남2동 초당동 송정동 유천동 죽헌동 운정동 저동   | 보기     |
| 제15대       | 조순(趙淳)     | 한나라당     | 1998년 7월 22일 - 2000년 5월 29일  | 강릉시 을: 주문진읍 성산면 사천면 운곡면 교1동 교2동 포남1동 포남2동 초당동 송정동 유천동 죽헌동 운정동 저동   | 보기     |
| 제16대       | 최돈웅(崔燉雄) | 한나라당     | 2000년 5월 30일 - 2004년 5월 29일  | 강릉시 일원 | 보기     |
| 제17대       | 심재엽(沈在曄) | 한나라당     | 2004년 5월 30일 - 2008년 5월 29일  | 강릉시 일원 | 보기     |
| 제18대       | 최욱철(崔旭澈) | 무소속       | 당선 무효                          | 강릉시 일원 | 보기     |
| 제18대       | 권성동(權性東) | 한나라당     | 2009년 10월 29일 - 2012년 5월 29일 | 강릉시 일원 | 보기     |
| 제19대       | 권성동(權性東) | 새누리당     | 2012년 5월 30일 - 2016년 5월 29일  | 강릉시 일원 | 보기     |
| 제20대       | 권성동(權性東) | 새누리당     | 2016년 5월 30일 - 2020년 5월 29일  | 강릉시 일원 | 보기     |
| 제21대       | 권성동(權性東) | 무소속       | 2020년 5월 30일 - 2024년 5월 29일  | 강릉시 일원 | 보기     |
| 제22대       | 권성동(權性東) | 국민의힘     | 2024년 5월 30일 -                  | 강릉시 일원 | 보기     |

## 같이 보기
- 양양군의 국회의원
- 동해시의 국회의원
- 강릉시 (1988년 선거구)
- 명주군·양양군
- 강릉시 갑
- 강릉시 을
- 강릉시 (2000년 선거구)